# Пиран
 Тази статия е за Пиран (град).  За органичното съединение вижте пиран (органично съединение).  
Пиран (на словенски: Piran; на италиански: Pirano) е град в Югозападна Словения, Обално-крашки регион. Административен център на община Пиран.
Намира се на брега на Адриатическо море край Пиранския залив. Според Националната статистическа служба на Република Словения през 2015 г. градът има 3975 жители.

## Побратимени градове
- Аквалана, Италия (2003)
- Аквилея, Италия (1977)
- Бюн, Норвегия (1985)
- Кастел Гофредо, Италия (1993)
- Индианаполис, САЩ (2001)
- Кестхей, Унгария (1998)
- Охрид, Северна Македония (1981)
- Валета, Малта (2002)
- Венеция, Италия (2001)
- Вис, Хърватия (1973)